# Plédran
Plédran (en bretó Pledran, gal·ló Plédran) és un municipi francès, situat a la regió de Bretanya, al departament de Costes del Nord. L'any 1999 tenia 5.750 habitants.

## Demografia
| 1962                                       | 1968 | 1975 | 1982 | 1990 | 1999 |
| ------------------------------------------ | ---- | ---- | ---- | ---- | ---- |
| 2649                                       | 3172 | 4522 | 5043 | 5395 | 5750 |
| Des de 1962: població sense dobles comptes |      |      |      |      |      |

## Administració
| Període | Identitat     | Partit |
| ------- | ------------- | ------ |
| 2001-   | Maryse Raoult | PS     |

## Personatges il·lustres
- Maurice Le Guilloux, ciclista.